# Mondot
Mondot és un vilatge aragonès del municipi de l'Aïnsa, a la comarca de Sobrarb. El 2018 tenia una població de sis habitants. És un vilatge històric d'o Elsón, localitat amb un castell de la qual depenia des de l'Edat Mitjana i amb la qual formava el municipi d'o Elsón fins a la dècada del 1960.
Es troba a la vall del riu Susia, afluent del Cinca.

## Història
Hi ha mencions de Mondot en els registres històrics des del segle XII, encara que no s'hagi conservat pas cap construcció de l'època.
En els documents més recents, Mondot apareix sempre associat amb o Elsón, poble amb el qual es va integrar el 1834, juntament amb Chabierre d'o Elsón. El 1969, tot el municipi va passar a ser integrat al municipi de l'Alt Sobrarb, actualment l'Aïnsa.

### Despoblació
Des de després de la Guerra Civil, Mondot és una població que ha patit de despoblació, en gran part per la seva situació d'aïllament.

La primera carretera, que connectava el vilatge amb l'o Elsón, va ser construïda pels propis vilatans la dècada del 1950. No va ser fins a la dècada de 1990 que la carretera va ser refeta per l'administració. Actualment, és perfectament accessible amb turismes convencionals.

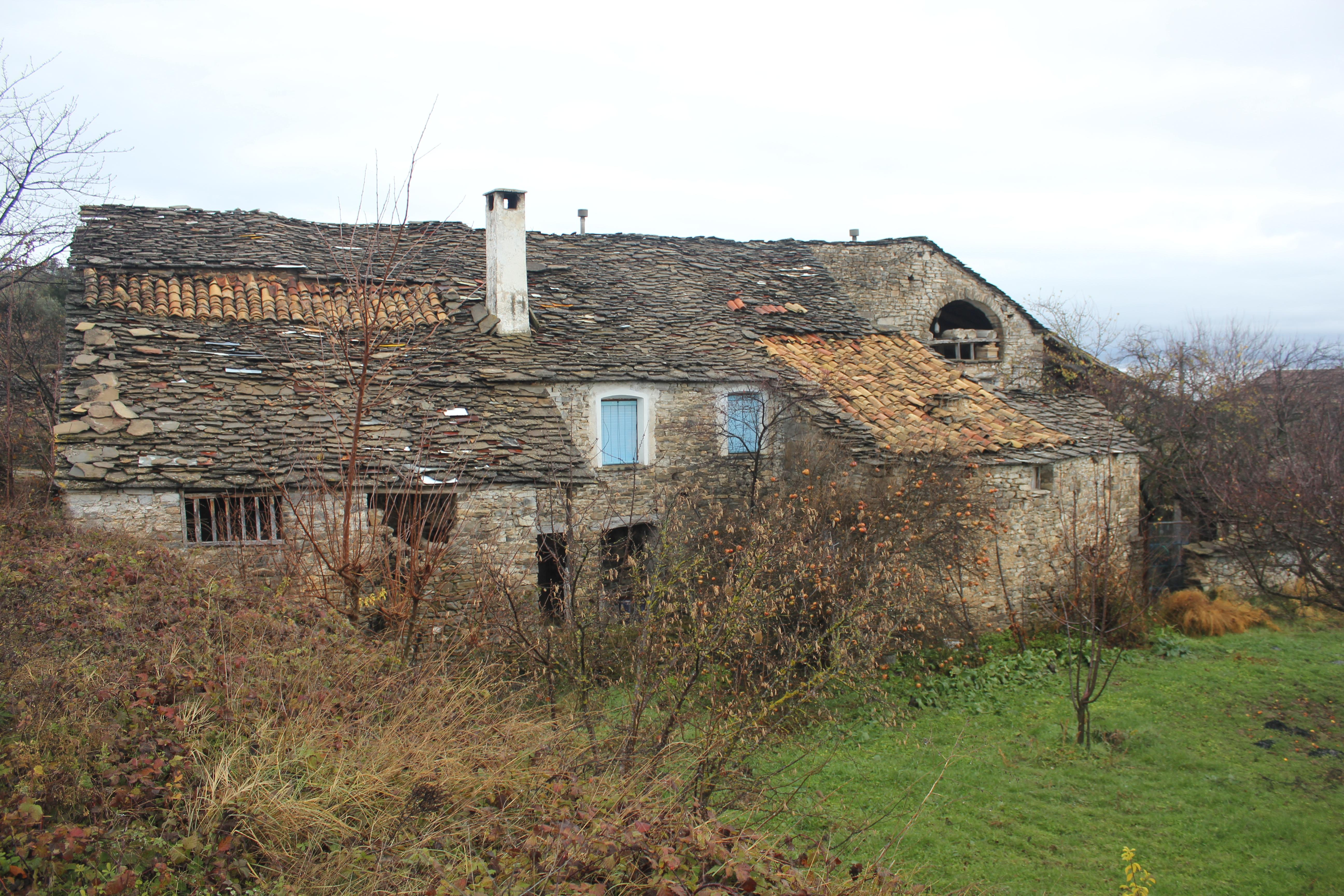
Can Castán (s. XVII).
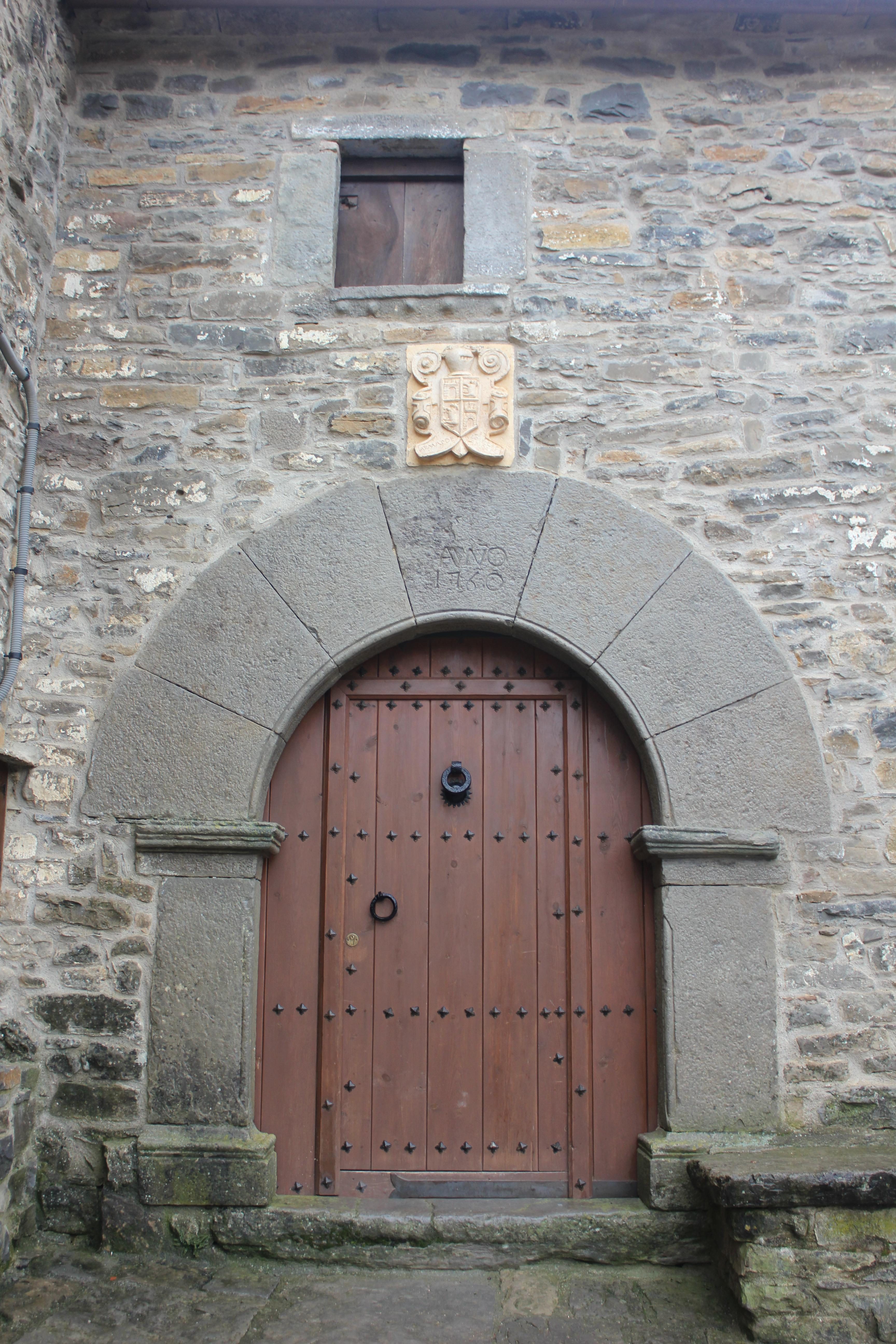
Entrada de can Villacampa(s. XVI).